# Alex Storożyński
Alex Storożyński (ur. 1961) – amerykański dziennikarz polskiego pochodzenia, laureat Nagrody Pulitzera, prezes Fundacji Kościuszkowskiej, publicysta.

## Życiorys
Urodził się w rodzinie Dionizego i Ireny Storożyńskich, którzy po II wojnie światowej mieszkali najpierw w Londynie, a następnie wyemigrowali do Stanów Zjednoczonych. Młody Alex Storożyński studiował najpierw dziennikarstwo w Nowym Jorku. Po praktyce w „Legislative Gazette” w Alabamie ukończył studia na Columbia University. Od 1985 studiował w Krakowie i Warszawie, współpracując z amerykańskimi gazetami.

## Kariera
Po powrocie do Stanów Zjednoczonych w 1987 pracował najpierw w „Queens Chronicle”, a następnie w „Empire State Report”.
Był członkiem kolegium redakcyjnego (edytorial board]) nowojorskiego dziennika „Daily News”. Razem z sześcioma członkami kolegium redakcyjnego tej gazety (Brianem Katesem, Karen Hunter, Michaelem Goodwinem, Karen Zautyk, Jonathanem Capehart i Michaelem Aronsonem) zdobył w 1999 nagrodę Pulitzera. Kolegium redakcyjne „New York Daily News” zostało uhonorowanie za przeprowadzenie „efektywnej kampanii uratowania źle zarządzanego finansowo teatru Apollo na Harlemie”.
W 2003 dziennikarz został redaktorem naczelnym bezpłatnej gazety „amNewYork”.
W 2005 objął stanowisko redaktora naczelnego sekcji miejskiej dziennika „The New York Sun”.
W tym samym roku został wybrany na członka Rady Dyrektorów (Rady Nadzorczej) Polsko-Słowiańskiej Federalnej Unii Kredytowej. Później został przewodniczącym Rady.
Od listopada 2008 pełni funkcję Prezesa i Dyrektora Wykonawczego Fundacji Kościuszkowskiej.

## Nagrody
- Złoty Krzyż Zasługi
- Nagroda Pulitzera w 1999 za tekst o oszustwach finansowych teatru Apollo na nowojorskim Harlemie
- Nagroda Associated Press
- Nagroda Deadline Club
- Nagroda Society of Professional Journalists
- Nagroda im. George’a Polka
- Nagroda Biblioteki Polskiej w Waszyngtonie im. Tadeusza Walendowskiego
- Nagroda im. Macieja Płażyńskiego (2013)[4]

## Znaczące publikacje
- Peasant Prince: Thaddeus Kosciuszko and the Age of Revolution (2009)